# Annalise Basso
Annalise Basso, född den 2 december 1998 i Saint Louis i Missouri, är en amerikansk skådespelerska. Hon är syster till skådespelaren Gabriel Basso.
Basso medverkade i filmen Captain Fantastic - En annorlunda pappa år 2016. Hon spelade en av huvudrollerna i TV-serien Cold år 2016 och i filmen Ladyworld år 2018. Mellan 2020-2023 spelade hon en av de ledande roller i TV-serien Snowpiercer. Basso spelade även, 2023, en av huvudrollerna i filmen Now I See.

## Filmografi (i urval)
- 2016: Captain Fantastic - En annorlunda pappa
- 2016: Cold
- 2018: Slender Man
- 2018: Ladyworld
- 2020-2023: Snowpiercer
- 2023: Now I See
- 2024: The Life of Chuck